# 利盖蒂·米克洛什
利盖蒂·米克洛什（匈牙利語：Ligeti Miklós，1871年5月1日—1944年12月10日），生于佩斯，是一位匈牙利雕塑家、艺术家。他的雕塑作品风格融合了印象派与现实主义特征。利盖蒂曾在奥地利維也納学习。